# Alberto Ongarato

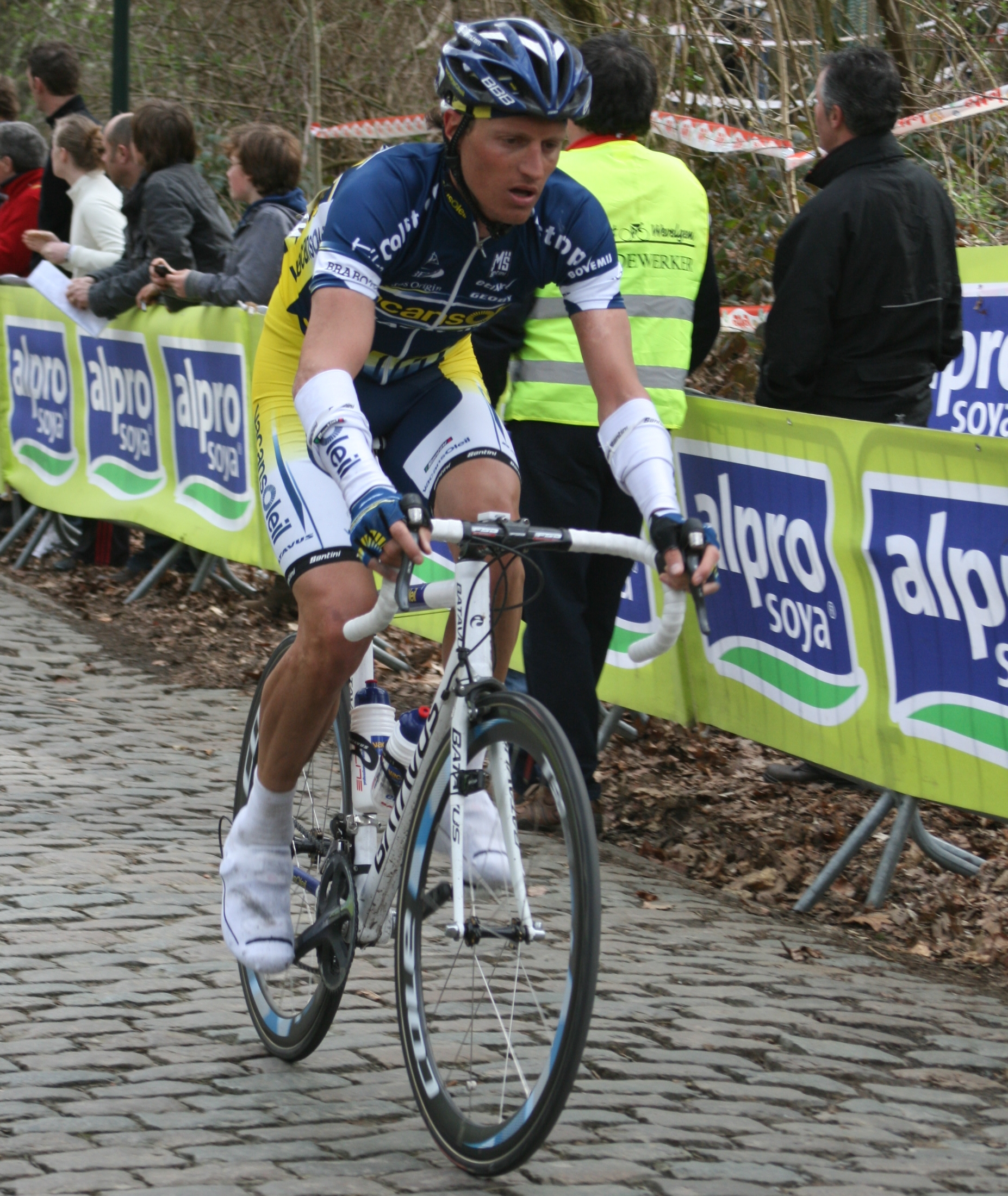
Alberto Ongarato bei Gent-Wevelgem 2010

Alberto Ongarato (* 24. Juli 1975 in Padua) ist ein ehemaliger italienischer Radrennfahrer.
Alberto Ongarato begann seine Karriere 1998 bei dem Radsportteam Ballan. In seinem zweiten Jahr wurde er Dritter bei dem deutschen Eintagesrennen Rund um den Henninger-Turm.
Nach dem Giro d’Italia 2002 wurde Ongarato wegen des Besitzes diverser verbotener Substanzen – NESP, Haschisch und Koffein – für sechs Monate gesperrt.
2004 kam zu Fassa Bortolo, wo er hauptsächlich als Anfahrer für Alessandro Petacchi arbeitete. Er blieb bis zum Ende der Saison 2009 Teil des Zugs von Petacchi und wechselte mit diesem die Mannschaften. In dieser Zeit konnte er auch eigene Erfolge durch Etappensiege bei der Portugal-Rundfahrt, der Luxemburg-Rundfahrt und bei der Tour de la Région Wallonne einfahren.
In den letzten beiden Jahren seiner Laufbahn – 2010 und 2011 – fuhr er für das Vacansoleil-DCM Pro Cycling Team, wovon er sich versprach auch mehr individuelle Erfolge zu erzielen. Er gewann für dieses Team die Ronde van Drenthe 2010.

## Teams
- 1998 Ballan
- 1999 Ballan-Alessio
- 2000 Mobilvetta Design-Rossin
- 2001 Mobilvetta Design-Formaggi Trentini
- 2002 De Nardi
- 2003 Domina Vacanze
- 2004–2005 Fassa Bortolo
- 2006–2008 Team Milram
- 2009 L.P.R. Brakes-Farnese Vini
- 2010 Vacansoleil
- 2011 Vacansoleil-DCM